# هيرفيه جان روبرت جيرو
هيرفيه جان روبرت جيرو (بالفرنسية: Hervé Giraud)‏ هو كاهن كاثوليكي فرنسي، ولد في 26 فبراير 1957 في Tournon-sur-Rhône ‏ في فرنسا.